# Diocèse du Bas-Rhin
Cet article court présente un sujet plus développé dans : Archidiocèse de Strasbourg.
Le diocèse du Bas-Rhin est un ancien diocèse de l'Église constitutionnelle en France. 
Créé par la constitution civile du clergé de 1790, il est supprimé à la suite du concordat de 1801. Il couvrait le département du Bas-Rhin. Le siège épiscopal était Strasbourg.
François-Antoine Brendel, professeur de droit canon, est sacré évêque constitutionnel en 1791 et abandonne sa charge dès 1796.